# Oqaasileriffik

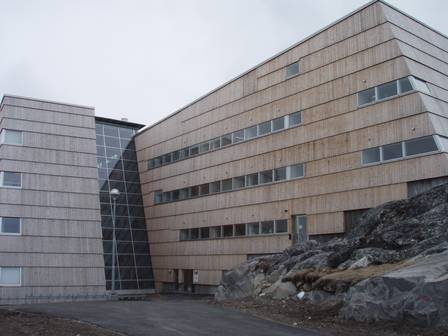
Oqaasileriffik

Oqaasileriffik är det grönländska språksekretariatet, som ligger på universitetscampuset Ilimmarfik i Nuuk, Grönland. De övervakar grönländskans stavning och ordförråd.